# Perro amor explota
«Perro amor explota» es una canción que forma parte del primer álbum en vivo, De la cabeza con Versuit Vergarabat (lanzado en 2002), perteneciente a la banda de rock de argentina Bersuit Vergarabat.

## Historia
La canción fue compuesta por la mayoría de los integrantes de la agrupación, a comienzos del año 2000, durante un encuentro en la casa de un asistente de la banda, en la ciudad de Buenos Aires.
Esta canción fue su primer corte de difusión y tuvo gran difusión por su mezcla de rock y cuarteto. El videoclip del mismo, muestra imágenes de la banda en un asado, mientras en otra secuencia se los ve en un colectivo con sus característicos pijamas.

## Uso en los medios
La canción se utilizó como parte del soundtrack de la película mexicana "Amores perros" (2000) junto con otros temas de rock en español más conocidos.